# Salehabad (Ilam)
Sālehābād (farsi صالح‌آباد) è una città dello shahrestān di Mehran, circoscrizione di Salehabad, nella provincia di Ilam. Aveva, nel 2006, una popolazione di 1.934 abitanti.